# 道の駅ふかうら
道の駅ふかうら（みちのえき ふかうら）は、青森県西津軽郡深浦町にある国道101号の道の駅である。愛称はかそせいか焼き村。
青森県で24番目に誕生した。

## 概要
深浦近海で獲れた新鮮な魚介や海産物が豊富な道の駅。「いか焼きコーナー」があり、炭火で焼く焼きイカが楽しめる。レストランではラーメンやカレーが提供され、白神山麓の肥沃な地が育てた野菜や山菜も並ぶ。

## 施設情報
- 駐車場
  - 普通車：66台
  - 大型車：4台
  - 身障者用駐車場：2台
- トイレ（いずれも24時間利用可能）
  - 男：大 2器、小 5器
  - 女：4器
  - 身障者用：1器
- 公衆電話：1台
- 農林水産物直売施設（9:00 - 18:00、1月 - 3月は17:00終了）
- 特産品コーナー
- 休憩コーナー
- サニタリーハウス（シャワー室）
- いか焼きコーナー

## アクセス
- 国道101号 - 登録路線

## 周辺
- 千畳敷海岸（「道の駅」から10分、距離7km）
- 北金ヶ沢のイチョウ（「道の駅」から15分、距離12km）
- JR五能線 風合瀬駅
- 白神山地（「道の駅」から1時間、距離60km）
- ウェスパ椿山（「道の駅」から30分、距離25km）